# Grande Prêmio de Barcelona-Catalunha
O Grande Prêmio Barcelona-Catalunha (em espanhol: Gran Premio de Barcelona-Cataluña; em catalão: Gran Premi de Barcelona-Catalunya) é um evento de Fórmula 1 que acontecerá no circuito de Barcelona-Catalunha. É o primeiro de dois Grandes Prêmios programados para acontecer na Espanha em 2026, com o Grande Prêmio da Espanha, realizado no circuito de Madring, previsto para o final do ano.

## História
O circuito de Barcelona-Catalunha estava originalmente programado para ser usado como sede do Grande Prêmio da Espanha de Fórmula 1 até 2026, no entanto, a capital da Espanha, Madri, foi nomeada como a nova sede do Grande Prêmio da Espanha, com o circuito de Madring programado para estrear em 2026 e, portanto, assumindo o nome de "Grande Prêmio da Espanha". Como resultado, o evento de 2026 do circuito catalão foi renomeado para "Grande Prêmio Barcelona-Catalunha". Será a primeira vez que a Espanha sediará dois Grandes Prêmios desde a temporada de 2012.